# Ludwig Hoffmann (Schauspieler, 1865)
Ludwig Hoffmann (* 3. Juli 1865 in Nordhausen; † 18. Januar 1903 ebenda) war ein deutscher Theaterschauspieler, -intendant und Schriftsteller.

## Leben
Er wirkte als Bonvivant und jugendlicher Held („Romeo“, „Veilchenfresser“ etc.). Hoffmann, der sich auch erfolgreich schriftstellerisch betätigt hatte, war seit 1893 vermählt mit der Schauspielerin Emma Frühling (1867–1936). Er starb in Nordhausen, wo er seit 1898 das Stadttheater leitete, am 18. Januar 1903 im Alter von 37 Jahren.